# Our Time
"Our Time" 은 영국인 가수 Lily Allen의 곡이다. 이 곡은 Sheezus의 3번째 싱글으로, 2014년 3월 10일에 발매되었다.

## 뮤직 비디오
Our Time의 뮤직비디오는 유튜브에서 2014년 3월 10일 공개되었다. 뮤직비디오는 그녀 스스로가 여러 가지 모습으로 택시를 타며 밤을 즐기는 모습을 담았다.

## 차트
| Chart (2013–14)                | Peak position |
| ------------------------------ | ------------- |
| Australia (ARIA)               | 60            |
| 영국 싱글 (오피셜 차트 컴퍼니) | 43            |